# Voiluoto (ö i Norra Karelen, Joensuu, lat 62,66, long 29,23)
Voiluoto är en ö i Finland. Den ligger i sjön Viinijärvi och i kommunen Libelits i den ekonomiska regionen  Joensuu ekonomiska region  och landskapet Norra Karelen, i den sydöstra delen av landet, 400 km nordost om huvudstaden Helsingfors. Öns största längd är 1 kilometer i sydöst-nordvästlig riktning.